# Simion Stanciu
Simion Stanciu (Boekarest, 23 december 1949 – Genève, 6 juli 2010), bijgenaamd Syrinx, was een Roemeens panfluitspeler en componist. Hij woonde en werkte in Zwitserland.
Simion Stanciu werd in een muzikale familie geboren. Zijn vader was cellist en zijn broers bespelen ook een instrument. Hij studeerde viool aan het conservatorium van Boekarest, maar legde zich al vroeg toe op de panfluit. Door zijn klassieke opleiding slaagde hij er in om de panfluit, die vooral een folkloristisch instrument was, een nieuw repertoire te bezorgen. Zijn pseudoniem Syrinx sloeg niet alleen op een nimf uit de Griekse mythologie, maar ook op de panfluit zelf.
Zijn repertoire varieerde van de barokke en klassieke werken (Vivaldi, Bach, Mozart) in een bewerking voor panfluit, tot samenwerking met rockmuziekgroepen zoals de Moody Blues en Yes en jazzwerken. Hij speelde de muziek bij de film La guerre du feu.
Stanciu was de oprichter van de panfluitschool Akademie Syrinx.